# 笹田伸二
笹田 伸二（ささだ しんじ、1934年11月10日 - 1996年5月12日）は、徳島県那賀郡羽ノ浦町出身で、日本競輪選手会徳島支部に所属（1956年～1988年）していた元競輪選手。登録番号6764。

## 来歴
日本競輪学校第12期生として1956年にデビュー。
マーク一本槍の競走スタイルでトップスターに上り詰め、マークについた先行選手の番手を絶対に離さなかったことから、スッポンという異名を取った。したがって地区に関係なく、メンバー中最も強いと目される先行選手の番手に入るレースも少なくなく、また笹田がつくのならば仕方ない、といった選手間における「暗黙の了解」もよくあったという。福島正幸によれば笹田のマーク技術、ハンドル捌きは神業の域に達していて先行選手の後輪とマークする笹田の前輪は１センチと開くことはなくまさに吸い付くようだったという。
1961年、1962年の高松宮賜杯競輪を制覇した他、日本選手権競輪も1964年2月に開催された第17回、1965年11月に開催された第19回（いずれも開催地は後楽園競輪場）を制覇。しかし下記に挙げる事件をきっかけとして、笹田は競走生活の晩年まで悲運をかこつことになる。

### トップ引き暴動事件
1968年4月11日。川崎競輪の開設記念開催、「桜花賞」の決勝が行われる日だった。このレースは普通競走で行われた。つまり「トップ引き」と呼ばれる、風圧をモロに受けて走る選手が必要であった。ところが当時、トップを引く選手は特定されていなかった。またこのレースにおいては、率先してトップを引こうと考える選手がメンバー中におらず、スタートのやり直しが何度も繰り返された。
すると、他の選手がトップに出ようとしないことに業を煮やした笹田が、本命を背負っているにもかかわらず何と自らトップを引いた。トップ引きの選手は最終的には（他選手に落車、失格等が一切ない限り）末着を余儀なくされることから、笹田がトップを引いた瞬間に場内は騒然。そしてレース終了直後に一部の観客が暴徒化し、焼き討ち事件にまで発展してしまった。この事態を重く見た競輪界はすぐさま、トップ引きの対象は6番車の選手とすることを決めた。また笹田は引退間際には競走中の事故により、車椅子の生活を余儀なくされたという。
もっとも、GIを4回制覇した笹田の栄光が色あせることはない。現在、笹田のホームバンクであった小松島競輪場では毎年、S級シリーズ・「笹田伸二杯争覇戦」が開催されている。